# 戈雷尼斯卡地区采尔克列市镇

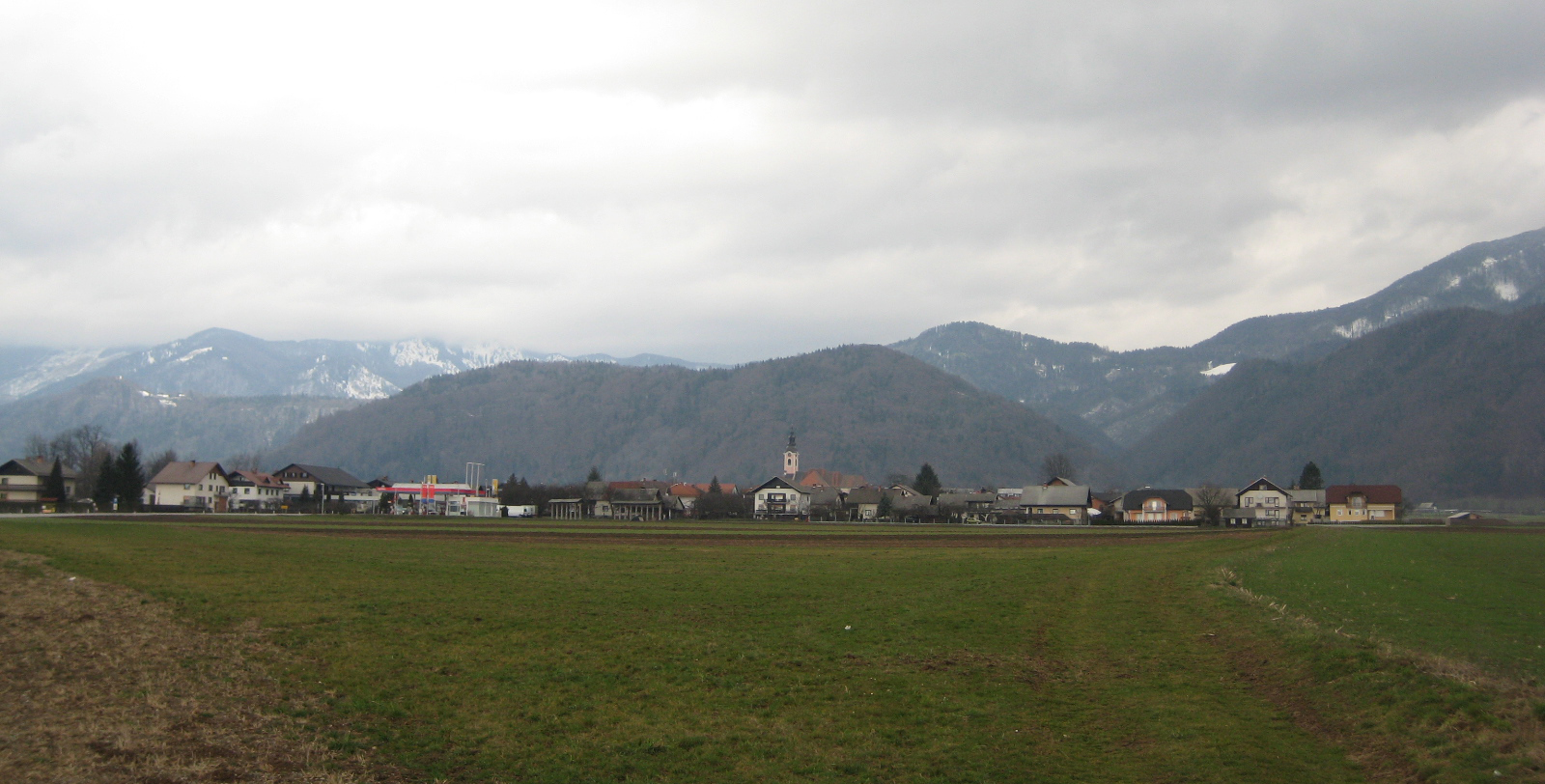
戈雷尼斯卡地区采尔克列

戈雷尼斯卡地区采尔克列市镇於斯洛維尼亞的位置

戈雷尼斯卡地区采尔克列市镇，是斯洛文尼亞北部的一個市镇，行政中心为戈雷尼斯卡地區采爾克列。市镇面積为78平方公里，2019年人口数量为7,712人，人口密度約99人/平方公里。

## 外部連結
- 官方网站  （斯洛文尼亚文）
- Municipality  of Cerklje na Gorenjskem on Geopedia （页面存档备份，存于）